# سیارک ۲۲۸۱۲
سیارک ۲۲۸۱۲ (به انگلیسی: 22812 Ricker، نامگذاری:1999RY15) بیست و دو هزار و هشتصد و دوازدهمین سیارک کشف شده‌است که در ۷ سپتامبر ۱۹۹۹ کشف شد.
قدر مطلق سیارک برابر ۱۴.۸ است.